# جوني كين
جوني كين (بالإنجليزية: Johnny Cain)‏ هو لاعب كرة قدم أمريكية أمريكي، ولد في 17 نوفمبر 1908 في مونتغومري في الولايات المتحدة، وتوفي في 18 أغسطس 1977.